# Elecciones provinciales de Santa Fe de 1987
Las elecciones generales de la provincia de Santa Fe de 1987 tuvieron lugar el 6 de septiembre del mencionado año para renovar las instituciones provinciales para el período 1987-1991. Fueron los últimos comicios hasta 2007 en los que se aplicaría el sistema de escrutinio mayoritario, pues para los siguientes comicios se utilizaría la controvertida ley de lemas.
El Partido Justicialista retuvo el gobierno santafesino, con su candidato Víctor Reviglio obteniendo un amplio triunfo del 44.11% de los votos, contra el 28.01% obtenido por Luis Cáceres, de la Unión Cívica Radical. Alberto Natale, del Partido Demócrata Progresista, mejoró sus resultados con un 13.80%, y Guillermo Estévez Boero de la coalición Unidad Socialista, el 7.72%. En el plano legislativo, el PJ mantuvo la misma cantidad de diputados, con 28 bancas, y esta vez sí consiguió arrebatar a la UCR la mayoría absoluta en el Senado Provincial, con 16 de los 19 escaños, quedándose el radicalismo con los 3 restantes. La UCR obtuvo 13 diputados, el PDP 6, y Unidad Socialista 3.
Reviglio y los legisladores electos asumieron sus cargos el 11 de diciembre.

## Reglas electorales
- Gobernador y vicegobernador electos por mayoría simple.
- 50 diputados, la totalidad de los miembros de la Cámara de Diputados Provincial. Electos por toda la provincia con 28 bancas reservadas para el partido más votado y 22 a los demás partidos, en proporción de los votos que hubieren logrado.
- 19 senadores, la totalidad de los miembros de la Cámara de Senadores Provincial. Electo un senador por cada uno de los 19 departamentos en los que se divide la provincia, usando mayoría simple.

## Resultados

### Gobernador y vicegobernador
| Fórmula                       | Fórmula                      | Partido               | Partido | Partido | Votos     | %     |
| Gobernador                    | Vicegobernador               | Partido               | Partido | Partido | Votos     | %     |
| ----------------------------- | ---------------------------- | --------------------- | --- | --- | --------- | ----- |
| Víctor Reviglio               | Antonio Andrés Vanrell       |                       | Partido Justicialista                                                                                       | Partido Justicialista                                                                                       | 671.265   | 44,11 |
| Luis Alberto Cáceres          | Juan Héctor Sylvestre Begnis |                       | Unión Cívica Radical                                                                                        | Unión Cívica Radical                                                                                        | 426.250   | 28,01 |
| Alberto Natale                | César Rey Leyes              |                       | Partido Demócrata Progresista                                                                               | Partido Demócrata Progresista                                                                               | 210.062   | 13,80 |
| Guillermo Estévez Boero (PSP) |                              |                       | Unidad Socialista Ver partidos de la alianza: - Partido Socialista Popular - Partido Socialista Democrático | Unidad Socialista Ver partidos de la alianza: - Partido Socialista Popular - Partido Socialista Democrático | 117.499   | 7,72  |
| Mirto Lisandro Viale          | Aldo Strada                  |                       | | Frente Amplio de Liberación                                                                                 | 23.080    | 1,52  |
| Mirto Lisandro Viale          | Aldo Strada                  |                       | Partido Intransigente                                                                                       | 11.195 | 0,74      |       |
| Mirto Lisandro Viale          | Aldo Strada                  | Total Viale - Strada  | Total Viale - Strada                                                                                        | Total Viale - Strada                                                                                        | 34.275    | 2,26  |
| Hector Jose Garcia Sola       |                              |                       | Movimiento de Integración y Desarrollo                                                                      | Movimiento de Integración y Desarrollo                                                                      | 22.324    | 1,47  |
| Eduardo de Oliveira Cezar     |                              |                       | Unión del Centro Democrático                                                                                | Unión del Centro Democrático                                                                                | 16.592    | 1,09  |
| Ruben Alberto Visconti        |                              |                       | Movimiento al Socialismo                                                                                    | Movimiento al Socialismo                                                                                    | 7.842     | 0,52  |
|                               |                              |                       | Frente Renovador                                                                                            | Frente Renovador                                                                                            | 4.050     | 0,27  |
|                               |                              |                       | Partido Obrero                                                                                              | Partido Obrero                                                                                              | 3.711     | 0,24  |
| Miguel Rubinich               |                              |                       | Partido del Trabajo y del Pueblo                                                                            | Partido del Trabajo y del Pueblo                                                                            | 3.272     | 0,22  |
|                               |                              |                       | Movimiento Patriótico de Liberación                                                                         | Movimiento Patriótico de Liberación                                                                         | 2.405     | 0,16  |
|                               |                              |                       | Tradición y Coherencia                                                                                      | Tradición y Coherencia                                                                                      | 2.218     | 0,15  |
| Votos positivos               | Votos positivos              | Votos positivos       | Votos positivos                                                                                             | Votos positivos                                                                                             | 1.521.765 | 97,65 |
| Votos en blanco               | Votos en blanco              | Votos en blanco       | Votos en blanco                                                                                             | Votos en blanco                                                                                             | 26.555    | 1,70  |
| Votos nulos                   | Votos nulos                  | Votos nulos           | Votos nulos                                                                                                 | Votos nulos                                                                                                 | 6.683     | 0,43  |
| Diferencia de actas           | Diferencia de actas          | Diferencia de actas   | Diferencia de actas                                                                                         | Diferencia de actas                                                                                         | 3.362     | 0,22  |
| Participación                 | Participación                | Participación         | Participación                                                                                               | Participación                                                                                               | 1.558.365 | 86,87 |
| Electores registrados         | Electores registrados        | Electores registrados | Electores registrados                                                                                       | Electores registrados                                                                                       | 1.793.963 | 100   |
| Fuente:                       |                              |                       | | |           |       |

### Cámara de Diputados
| Partido               | Partido | Votos     | %     | Bancas |
| --------------------- | --- | --------- | ----- | ------ |
|                       | Partido Justicialista                                                                                       | 647.352   | 42,82 | 28/50  |
|                       | Unión Cívica Radical                                                                                        | 418.400   | 27,67 | 13/50  |
|                       | Partido Demócrata Progresista                                                                               | 199.594   | 13,20 | 6/50   |
|                       | Unidad Socialista Ver partidos de la alianza: - Partido Socialista Popular - Partido Socialista Democrático | 120.388   | 7,96  | 3/50   |
|                       | Unión del Centro Democrático                                                                                | 27.530    | 1,82  |        |
|                       | Frente Amplio de Liberación                                                                                 | 25.149    | 1,66  |        |
|                       | Movimiento de Integración y Desarrollo                                                                      | 23.473    | 1,55  |        |
|                       | Partido Intransigente                                                                                       | 13.895    | 0,92  |        |
|                       | Partido Social Republicano                                                                                  | 9.117     | 0,60  |        |
|                       | Movimiento al Socialismo                                                                                    | 8.536     | 0,56  |        |
|                       | Frente Renovador                                                                                            | 4.820     | 0,32  |        |
|                       | Movimiento Patriótico de Liberación                                                                         | 3.940     | 0,26  |        |
|                       | Partido Obrero                                                                                              | 3.927     | 0,26  |        |
|                       | Partido del Trabajo y del Pueblo                                                                            | 3.460     | 0,23  |        |
|                       | Tradición y Coherencia                                                                                      | 2.264     | 0,15  |        |
| Votos positivos       | Votos positivos                                                                                             | 1.511.845 | 97,01 |        |
| Votos en blanco       | Votos en blanco                                                                                             | 34.105    | 2,19  |        |
| Votos nulos           | Votos nulos                                                                                                 | 6.516     | 0,42  |        |
| Diferencia de actas   | Diferencia de actas                                                                                         | 5.899     | 0,38  |        |
| Participación         | Participación                                                                                               | 1.558.365 | 86,87 |        |
| Electores registrados | Electores registrados                                                                                       | 1.793.963 | 100   |        |
| Fuente:               | |           |       |        |

### Cámara de Senadores
| Partido               | Partido | Votos     | %     | Bancas |
| --------------------- | --- | --------- | ----- | ------ |
|                       | Partido Justicialista                                                                                       | 651.273   | 43,45 | 16/19  |
|                       | Unión Cívica Radical                                                                                        | 418.831   | 27,95 | 3/19   |
|                       | Partido Demócrata Progresista                                                                               | 197.732   | 13,19 |        |
|                       | Unidad Socialista Ver partidos de la alianza: - Partido Socialista Popular - Partido Socialista Democrático | 119.118   | 7,95  |        |
|                       | Unión del Centro Democrático                                                                                | 26.070    | 1,74  |        |
|                       | Frente Amplio de Liberación                                                                                 | 24.949    | 1,66  |        |
|                       | Movimiento de Integración y Desarrollo                                                                      | 23.704    | 1,58  |        |
|                       | Partido Intransigente                                                                                       | 12.094    | 0,81  |        |
|                       | Movimiento al Socialismo                                                                                    | 7.560     | 0,50  |        |
|                       | Frente Renovador                                                                                            | 6.016     | 0,40  |        |
|                       | Movimiento Patriótico de Liberación                                                                         | 3.215     | 0,21  |        |
|                       | Partido Obrero                                                                                              | 3.060     | 0,20  |        |
|                       | Partido del Trabajo y del Pueblo                                                                            | 2.984     | 0,20  |        |
|                       | Partido Social Republicano                                                                                  | 2.153     | 0,14  |        |
| Votos positivos       | Votos positivos                                                                                             | 1.498.759 | 96,18 |        |
| Votos en blanco       | Votos en blanco                                                                                             | 40.793    | 2,62  |        |
| Votos nulos           | Votos nulos                                                                                                 | 6.345     | 0,41  |        |
| Diferencia de actas   | Diferencia de actas                                                                                         | 12.468    | 0,80  |        |
| Participación         | Participación                                                                                               | 1.558.365 | 86,87 |        |
| Electores registrados | Electores registrados                                                                                       | 1.793.963 | 100   |        |
| Fuente:               | |           |       |        |

#### Electos
| Departamento     | Senador                        | Partido | Partido               |
| ---------------- | ------------------------------ | ------- | --------------------- |
| Belgrano         | Augusto Arnoldo Fischer        |         | Partido Justicialista |
| Caseros          | Raúl Ermindo Rivarola          |         | Partido Justicialista |
| Castellanos      | Horacio Armando Bulacio Gigena |         | Partido Justicialista |
| Constitución     | Miguel Ángel Ernesto Robles    |         | Partido Justicialista |
| Garay            | René Alcides Gazpoz            |         | Partido Justicialista |
| General López    | Antonio Prats                  |         | Partido Justicialista |
| General Obligado | Enrique Horacio Vallejos       |         | Partido Justicialista |
| Iriondo          | Alberto Daniel Monti           |         | Partido Justicialista |
| La Capital       | Josefa Solito de Alegre        |         | Partido Justicialista |
| Las Colonias     | Jorge Rodolfo Zurbriggen       |         | Unión Cívica Radical  |
| Nueve de Julio   | Ángel Roque Levis              |         | Unión Cívica Radical  |
| Rosario          | Rufino José Bertrán            |         | Partido Justicialista |
| San Cristóbal    | Oscar Hugo Suppo               |         | Partido Justicialista |
| San Javier       | Hipólito Daniel Elías          |         | Unión Cívica Radical  |
| San Jerónimo     | Daniel Ramón Vilanova          |         | Partido Justicialista |
| San Justo        | Néstor Juan Zamaro             |         | Partido Justicialista |
| San Lorenzo      | Humberto Hugo Luque            |         | Partido Justicialista |
| San Martín       | Hugo Carlos Taborda            |         | Partido Justicialista |
| Vera             | Guillermo Herbin Berli         |         | Partido Justicialista |